# 小行星16230
小行星16230（16230 Benson）是一颗绕太阳运转的小行星，为主小行星带小行星。该小行星于2000年3月9日发现。

## 轨道参数
小行星16230的轨道半长轴为2.6238009 UA，离心率为0.079。